# Виграївська сільська рада
Вигра́ївська сільська́ ра́да — адміністративно-територіальна одиниця та орган місцевого самоврядування в Корсунь-Шевченківському районі Черкаської області. Адміністративний центр — село Виграїв.

## Загальні відомості
- Населення ради: 614 особи (станом на 2001 рік)

## Населені пункти
Сільській раді підпорядковані населені пункти:
- с. Виграїв

## Склад ради
Рада складається з 14 депутатів та голови.
- Голова ради:

### Керівний склад попередніх скликань
| Прізвище, ім'я, по батькові     | Основні відомості                                                          | Дата обрання | Дата звільнення |
| ------------------------------- | -------------------------------------------------------------------------- | ------------ | --------------- |
| Микитенко Володимир Федосійович | Сільський голова, 1951 року народження, член Соціалістичної партії України | 26.03.2006   | 31.10.2010      |
| Чередник Галина Миколаївна      | Сільський голова, 1968 року народження, освіта вища                        | 06.11.2015   |                 |

Примітка: таблиця складена за даними сайту Верховної Ради України

### Депутати
За результатами місцевих виборів 2010 року депутатами ради стали:

#### За суб'єктами висування
| Суб'єкт висування           | Кількість обраних депутатів | %    |
| --------------------------- | --------------------------- | ---- |
| Самовисування               | 6                           | 42,9 |
| Партія регіонів             | 5                           | 35,7 |
| Комуністична партія України | 3                           | 21,4 |

#### За округами
| № округу                    | Прізвище, ім'я, по батькові    | Дата визнання обраним | Освіта  | Партійна приналежність            | Відомості про обраного депутата                    |
| --------------------------- | ------------------------------ | --------------------- | ------- | --------------------------------- | -------------------------------------------------- |
| Комуністична партія України |                                |                       |         |                                   |                                                    |
| 6                           | Голобородько Лариса Миколаївна | 03.11.2010            | середня | член Комуністичної партії України | ЗАТ НВФ «Урожай», свинарка                         |
| 11                          | Скоченко Людмила Іванівна      | 03.11.2010            | середня | член Комуністичної партії України | Територіальний центр, соціальний працівник         |
| 14                          | Ухань Катерина Миколаївна      | 03.11.2010            | середня | член Комуністичної партії України | пенсіонер                                          |
| Партія регіонів             |                                |                       |         |                                   |                                                    |
| 4                           | Тарасенко Олег Андрійович      | 03.11.2010            | середня | член Партії регіонів              | тимчасово не працює                                |
| 7                           | Передерій Тетяна Михайлівна    | 03.11.2010            | вища    | член Партії регіонів              | Виграївський навчально-виховний комплекс, директор |
| 8                           | Передерій Олександр Іванович   | 03.11.2010            | середня | член Партії регіонів              | лісництво, лісник                                  |
| 9                           | Кукла Валентина Миколаївна     | 03.11.2010            | середня | член Партії регіонів              | Виграївська сільська рада, бух галтер              |
| 10                          | Сутика Анатолій Петрович       | 03.11.2010            | середня | член Партії регіонів              | АЗС, оператор                                      |
| Самовисування               |                                |                       |         |                                   |                                                    |
| 1                           | Матвієнко Валентина Іванівна   | 03.11.2010            | середня | позапартійна                      | пенсіонер                                          |
| 2                           | Кукла Валентина Вікторівна     | 03.11.2010            | середня | позапартійна                      | тимчасово не працює                                |
| 3                           | Сикуринець Наталія Андріївна   | 03.11.2010            | вища    | позапартійна                      | Виграївська сільська рада, секретар                |
| 5                           | Чередник Галина Миколаївна     | 03.11.2010            | середня | позапартійна                      | тимчасово не працює                                |
| 12                          | Бурлака Зінаїда Онуфріївна     | 03.11.2010            | середня | позапартійна                      | Виграївська сільська рада, касир                   |
| 13                          | Четверик Василь Іванович       | 03.11.2010            | середня | позапартійний                     | База відпочинку, сторож                            |